# Madum Sø
Madum Sø er med  et areal på 204 ha den næststørste sø i Himmerland. Det er en såkaldt lobeliesø med rent, næringsfattigt vand. Den er op til 7,5 meter dyb og er formentlig opstået som et dødishul. Den ligger i den østlige ende af Rold Skov mellem Skørping og Astrup. Søen er et populært badested for både lokalbefolkningen og turister i området. 
Ifølge et gammelt sagn, så skulle der engang have ligget et slot ude i midten af søen. Men under en storm forsvandt slottet ned i søen.
Under krigen blev søen benyttet som pejlemærke i forbindelse med nedkastninger. Den blev kun anvendt fire gange, idet den sidste nedkastning førte til opdagelse, hvor Niels Erik Vangsted omkom og Poul Kjær Sørensen blev taget til fange og henrettet.
Madum Sø og de nærmeste skovklædte omgivelser samt den nærliggende Langmose, i alt 400 ha, blev fredet i 1986. Den er en del af Natura 2000-område 18 Rold Skov, Lindenborg Ådal og Madum Sø og er både habitatområde og fuglebeskyttelsesområde.

## Eksterne kilder og henvisninger
1. 1 2  Per Andersen (2017), "Rold Skov - under stadig forandring", Fra Himmerland og Kjær Herred, 106: 9-32, Wikidata Q89428519

- Natura 2000: 18 Rold Skov, Lindenborg Ådal og Madum Sø
- roldskovmuseerne.dk (Webside ikke længere tilgængelig)
- Dofbasen

56°48′8″N 9°56′6″Ø / 56.80222°N 9.93500°Ø